# Mylabris sanghana
Mylabris sanghana es una especie de coleóptero de la familia Meloidae.

## Distribución geográfica
Habita en el Congo.